# Musca amentaria
Musca amentaria este o specie de muște din genul Musca, familia Muscidae. A fost descrisă pentru prima dată de Giovanni Antonio Scopoli în anul 1763.
Este endemică în Slovenia. Conform Catalogue of Life specia Musca amentaria nu are subspecii cunoscute.